# Blackstick
Pour les articles homonymes, voir Black et Stick.
Clip vidéo
[vidéo] « Sidney Bechet - Blackstick », sur YouTube
Blackstick est un standard de swing-hot jazz, composé par Sidney Bechet,, qui l'enregistre chez Decca Records en 1938 avec son big band jazz « Noble Sissle's Swingsters » (un des nombreux succès de son répertoire). 

## Histoire
Ce titre entraînant de hot jazz (mélange de dixieland et de jazz Nouvelle-Orléans)  évoque l'ambiance jazz de La Nouvelle-Orléans, des origines de Sidney Bechet et de l'histoire du jazz. Sidney Bechet l'enregistre en même temps que le titre When The Sun Sets Down South de la face A, à New York, au saxophone soprano et clarinette, avec son big band jazz « Noble Sissle's Swingsters » accompagné entre autres par Clarence Brereton (de) à la trompette à effet de sourdine wah-wah, et O'Neil Spencer (en) à la batterie. 

## Reprises
Ce standard de jazz est réédité dans de nombreuses compilations de Sidney Bechet.

## Big band jazz Noble Sissle's Swingsters et Sidney Bechet
- Noble Sissle : chef d'orchestre
- Sidney Bechet (saxophone soprano et clarinette)
- Clarence Brereton (de) : trompette et sourdine wah-wah
- Gil White : clarinette et saxophone ténor
- Harry Brooks (en) : piano stride
- Jimmy Miller : guitare
- Jimmy Jones : contrebasse
- O'Neil Spencer (en) : batterie.